# علم وقائع الأمم ورسومهم
علم وقائع الأمم ورسومهم
من فروع علم التاريخ وقيل من فروع المحاضرات والتواريخ، وهو علم يبحث فيه عن أماكن أقوام مخصوصين ومواضع طوائف معنيين ورسوم مألوفة وعادات معروفة لكل قوم. ومباديه مأخوذة من الاستقراء والتواتر من الثقات، وغرضه تحصيل ملكة ضبط تلك الأمور، وغايته الاحتراز عن الخطأ فيها. والكتب المؤلفة في هذا الفن كثيرة صنف فيه أبو عبيدة والأصمعي كتبا كثيرة.